# Institut Pasteur
L'Institut Pasteur és una fundació francesa sense ànim de lucre que es dedica a l'estudi de la biologia, dels microorganismes, de les malalties i de les vacunes. Anomenat Institut Pasteur en honor de Louis Pasteur, el seu fundador i primer director que, el 1885, va descobrir la primera vacuna contra la ràbia. Va ser fundat el 4 de juny de 1887, gràcies a una subscripció nacional i inaugurat el 14 de novembre de 1888.
Durant més d'un segle, l'Institut Pasteur ha estat al capdavant de la lluita contra les malalties infeccioses. Aquesta organització internacional d'investigació, amb seu a París, ha estat la primera a aïllar el 1983 l'VIH, virus que provoca la sida. Al llarg dels anys, ha estat en l'origen de descobriments revolucionaris que han permès a la medicina controlar malalties virulentes, tals com la diftèria, el tètanus, la tuberculosi, la poliomielitis, la grip, la febre groga. Des de 1908, vuit científics de l'Institut han estat recompensats amb un Premi Nobel de Medicina o Fisiologia.

## Col·laboradors il·lustres
- Serguei Vinogradski